# Струминний насос

Розріз струминного насоса

Струминни́й насо́с рос. насос струйный; англ. ejector [jet] pump, нім. Treibmittelpumpe f, Strahlpumpe f — струминний апарат, насос тертя, в якому рідина, що транспортується, здобуває енергію від потоку робочої рідини з більшим енергетичним потенціалом.

## Загальний опис
Струминні насоси, конструктивно пристосовані для всмоктування різних гідросумішей, називають гідроелеваторами. Застосовуються в гідромеханізації для земляних та гірничих робіт, для водовідливу з шахт та котлованів, для видалення золошлаків на теплових електростанціях, на підприємствах металургійної та хімічної промисловості. Відзначаються простотою експлуатації, надійністю та довговічністю в роботі. Суттєвою вадою струминних насосів є низький коефіцієнт корисної дії, який на гірничих підприємствах не перевищує 20 — 30 %. Висота всмоктування для води і гідросумішей невеликої концентрації — до 8 м. Різновидом струминних насосів є ежектори, коли вони застосовуються для відсмоктування, та інжектори — для нагнітання. На об'єктах гідромеханізації струминні насоси використовуються для заливки водою землесосів та великих відцентрових насосів, що подають воду до гідромоніторів та гідроелеваторів, для розвантаження нерудних матеріалів з барж, при проходці кесонів, шахтних колодязів та ін. Первинним призначенням інжекторів було подавання води до парових котлів за рахунок енергії водяної пари, але пізніше до них почали відносити різного роду нагнітачі (наприклад, пристрої, що застосовуються на всмоктуючих лініях землесосів і сприяють подачі ґрунту до робочого колеса).

## Приклади застосування

### Нафтогазовидобувна промисловість[1]
Одним із перспективних видів видобувного обладнання є установки струминних насосів (УСН). Струминні апарати знайшли широке застосування в різних галузях, що пов'язано з простотою їх конструкції, відсутністю рухомих частин, надійністю і здатністю працювати в дуже складних умовах: при високому вмісті у відкачуваній рідині механічних домішок і вільного газу, в умовах підвищених температур і агресивності інжектованої продукції.
Роботи зі створення струминних насосних установок для експлуатації свердловин проводили до 70-х років XX століття. Сьогодні струминна техніка широко застосовується для видобування нафти на родовищах у США, Україні та ін.
Нафтовидобувні компанії в США застосовують струминні насоси для випробування пластів і освоєння свердловин (Trico Industries, Dresser Industries, National Supplay та ін.), при видобутку нафти з високим газовим фактором і механічними домішками (Trico Industries, Dresser Industries, National Supplay та ін.), при експлуатації горизонтальних свердловин із застосуванням суцільної колони труб (Jet Production Systems), для підйому важких нафт на морських родовищах, для експлуатації віддалених свердловин і з великим вмістом у продукції сірководню, для очищення свердловин від піщаних корків (Nowsco) тощо.
Установки струминних насосів застосовуються з наземним і зануреним силовим приводом; при цьому струминний насос може бути стаціонарним або вставним. Установки струминних насосів із наземним приводом можуть бути двотрубними та однотрубними з використанням пакера. Установки струминних насосів із зануреним силовим приводом, зазвичай, однотрубні без пакера. Кожна з цих систем має переваги, недоліки та свою сферу раціонального застосування. Особливе місце займають струминні насосні установки із зануреним приводом, які використовують установки занурювальних відцентрових насосів (УЗВН). Такі установки отримали назву тандемних установок: вони мають ряд істотних переваг перед будь-якими іншими способами механізованої експлуатації свердловин.
Наземне обладнання установок струминних насосів виготовляється як для однієї свердловини (індивідуальний привод), так і для групи (куща) свердловин (груповий привод) і містить, зазвичай, блок силових насосів, ємність для робочої рідини та гідроциклонний апарат для її очищення від механічних домішок.
Сепарація газу з видобутої рідини відбувається у спеціальній ємності, або у ємності, що поєднує функції газосепаратора та ємності для зберігання робочої рідини. В останньому випадку до компоновки наземного обладнання входить підпірний насос, який проводить рециркуляцію очищеної робочої рідини через гідроциклон.
Гирло свердловини обладнується чотириходовим клапаном, що дозволяє змінювати схему циркуляції робочої рідини у свердловині при спуску та підйомі струминного насоса.
Джерелом робочої рідини може бути вода із системи підтримування пластового тиску (ППТ).